# 雙層床

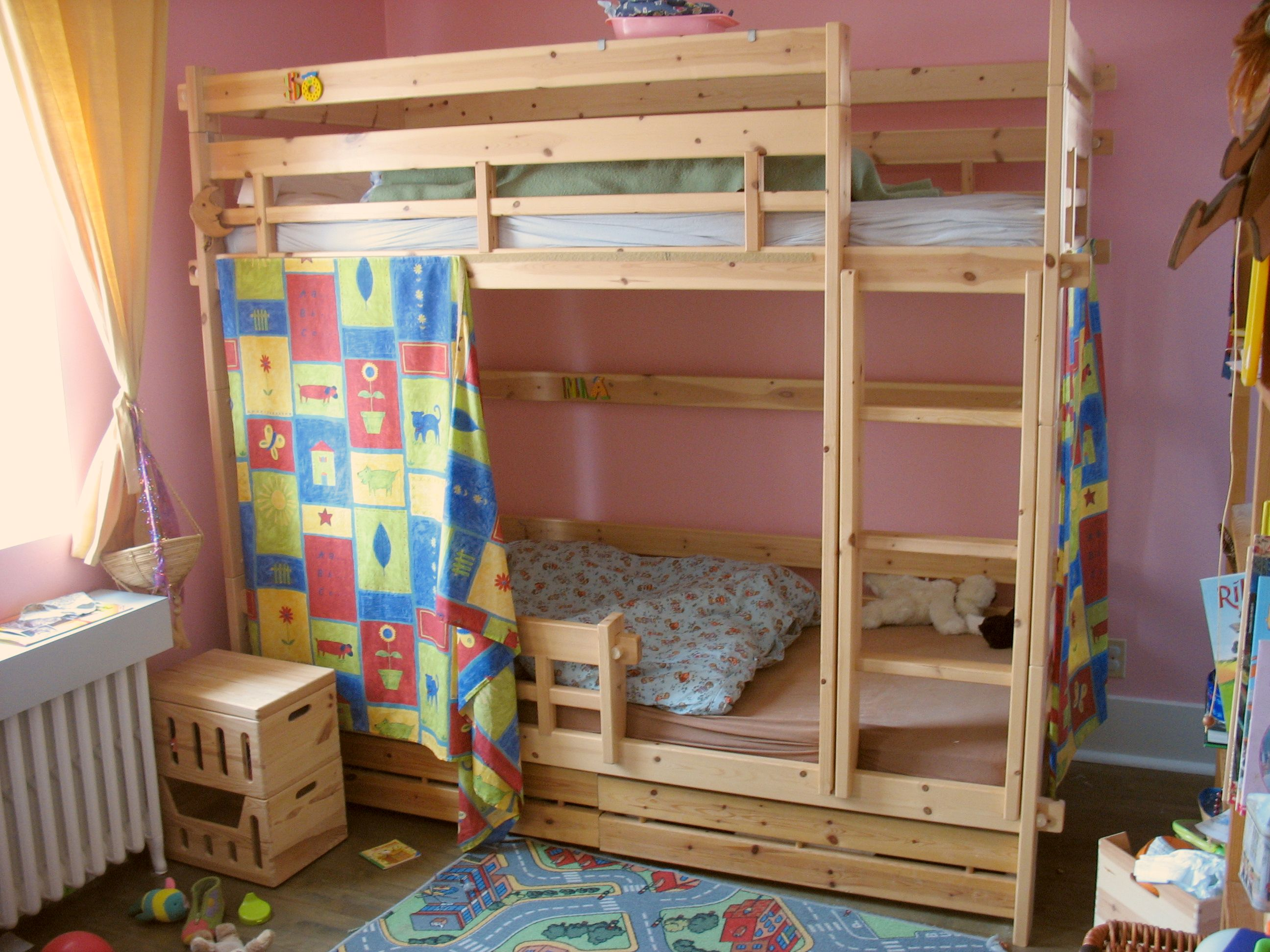
兒童雙層床

雙層床是一個床架分成上下兩層的結構，床架可以是金屬或木製，兩層以梯級連接，上層多有圍欄，下層多為單人床，亦可以是雙人床設計。上下層可以是完全重疊或呈90度交錯放置，亦有下層沒有床但放置了書枱及衣櫥或書架的設計。由於需要梯級上落，美國政府不建議6歲以下小孩使用。
雙層床可節省空間，因此常見於軍營、監獄、宿舍、青年旅舍、膠囊旅館、船舶及卧铺车等地方，一些家庭也可能讓子女使用雙層床。